# Arsacides (Arménie)
Pour les autres significations, voir Arsacides.
Les Arsacides d'Arménie ou Aršakouni (en arménien Արշակունիներ) sont les rois issus de la dynastie parthe des Arsacides ayant régné sur l'Arménie après les souverains artaxiades. À partir de 12 apr. J.-C., avec Vononès Ier, se succèdent en effet sur le trône soit d'anciens souverains parthes, soit des cadets de cette dynastie, dont la succession sur le trône d'Arménie est interrompue au gré des affrontements entre Parthes et Romains. La succession devient plus régulière et autonome à partir de Vologèse II. Artachès IV, dernier roi de cette dynastie, est déposé par les Sassanides en 428. L'Arménie entre alors dans la période du Marzpanat.
Leur mausolée est le mausolée d'Aghdsk.

## Liste des rois arsacides d'Arménie
- 12-16 : Vononès Ier (ancien roi parthe) ;

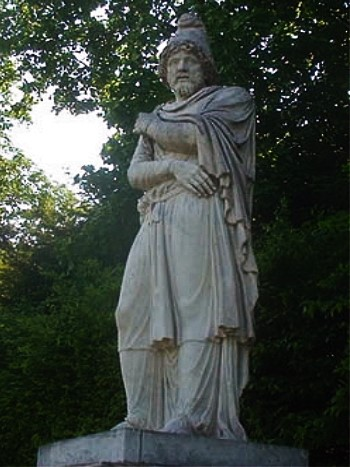
Statue de Tiridate Ier d'Arménie dans le parc du Château de Versailles.

L'Arménie arsacide vers 150.

- 16-18 : interrègne romain (Vononès est roi en titre) ;
- 18-34/35 : interrègne  (protectorat romain) (Artaxias III Zénon sur le trône) ;
- 34-35 : Arsace Ier (fils du roi parthe Artaban III ; protectorat parthe) ;
- 35-35 : Orodès Ier (prétendant, fils d'Artaban III ; vassal des Parthes) ;
- 35-37 : interrègne (protectorat romain ; Mithridate l'Ibère sur le trône) ;
- 37-42 : satrapie parthe ;
- 42-53 : interrègne (protectorat romain ; Mithridate puis son neveu Rhadamiste sur le trône) ;
- 53-53 : Tiridate Ier (frère du roi parthe Vologèse Ier ; protectorat parthe) ;
- 53-54 : interrègne (protectorat romain) ;
- 54-58 : Tiridate Ier ;
- 58-59 : occupation romaine ;
- 59-62 : Tigrane VI d'Arménie (protectorat romain) ;
- 62-63 : Tiridate Ier (protectorat parthe) ;
- 63-72 : Tiridate Ier (protectorat romain) ;
- 72-100 ? : Sanatrocès d'Arménie ;
- 100 ? -113 : Axidarès (fils du roi parthe Pacorus II ; protectorat romain) ;
- 113-114 : Parthamasiris (frère d'Axidarès ; protectorat parthe) ;
- 114-118 : province romaine ;
- 116-v.138 : Vologèse Ier (protectorat romain) ;
- ?-140 ou 144 : Pakoros ;
- 140 ou 144-161 : Sohaemus (a priori non arsacide) ;
- 161-163 : Pakoros ;
- 163- ? : Sohaemus (pour la seconde fois ; protectorat romain) ;
- 185 ? - 197 ? : Sanatruk II ? (protectorat romain) ;
- v.180-191 : Vologèse II (Vologèse V, roi des Parthe, ou fils du précédent ?) ;
- 191-216 : Khosrov Ier (fils du précédent) ;
- 216-252 : Tiridate II d'Arménie (fils du précédent) ;
- 252-293 : période perse sassanide ;
  - 252-271 : Artavazde V ou Hormizd-Ardashir, prince sassanide ;
  - 271-293 : Narseh, roi sassanide ;
  - 279 ou 280-287 : Khosrov II d'Arménie (fils de Tiridate II) dans l'ouest de l'Arménie ;
  - 287-298 : Tiridate III (frère du précédent) dans l'ouest de l'Arménie ;
- 298-330 : Tiridate IV, dit Hélios le Grand (protectorat romain) ;
- 330-339 : Khosrov III le Petit (fils du précédent) ;
- 339-c. 350 : Tigrane VII (fils du précédent) ;
- c. 350-368 : Arsace II (fils du précédent) ;
- 368-370 : occupation perse ;
  - 368-369 :  Cylax (Zig ; gouverneur) ;
  - 368-369 :  Artaban Karen-Pahlav (gouverneur) ;
  - 369-370 : Vasak Mamikonian (gouverneur) ;
  - 369-370 : Mérouzhan Arçrouni (gouverneur) ;
- 370-374 : Pap (fils d'Archak II) ;
- 374-378 : Varazdat (petit-fils d'Arshak II) ;
- 378-379 : Zarmandoukht (veuve de Pap) ;
- 378-379 : Manouel Mamikonian (sparapet ; gouvernement provisoire) ;
- 379-379 : période perse ;
- 379-c. 380 : gouvernement conjoint du marzban (gouverneur) perse, de la reine Zarmandoukht et de Manuel Mamikonian ;
- c. 380-384 : gouvernement conjoint de Zarmandoukht et de Manuel Mamikonian ;
- 384-386 : Arsace III (fils de Pap et de Zarmandoukht), conjointement avec Valarchak, son frère ;
- 387-392 : Khosrov IV (fils de Varazdat ?) ;
  - 387-390 : Zik (régent) ;
- 392-414 : Vram Châhpouh (frère de Khosrov IV) ;
- 414-415 : Khosrov IV (pour la seconde fois) ;
- 415-421 : Shahpur (prince héritier de Perse) ;
- 421-421 : gouvernement provisoire de Narses Djidjrakatsi ;
- 421-423 : gouvernements locaux indépendants ;
- 423-428 : Artachès IV (fils de Vram Châhpouh).

## Des descendants réfugiés à Byzance
Si les Arsacides disparaissent de la scène internationale en 428, certains descendants se réfugient à Constantinople pour éviter les risques d'exécutions en raison de leur statut dynastique. La documentation est insuffisante pour attester d'une filiation continue, mais leur qualité de princes arsacides est mentionnée à plusieurs reprises, par des textes contemporains ou plus tardifs.
L'historien Michaèl Čamč`ean[Qui ?], au XVIIIe siècle, mentionne un prince arsacide du nom d'Artabanès qui émigra à Byzance en 471, probablement accompagné de son frère Keinès. D'un écrit de Procope de Césarée, on déduit que ces princes étaient issus du roi Arsakès III.  
Entre 538 et 554 est cité un Artabanès, prince arsacide, fils de Iohannes, frère de Iohannes (capitaine byzantin mort en 545) et général de l'empereur Justinien Ier. Cet Artabanès est probablement petit-fils du précédent.
En 646, le chroniqueur Sébéos mentionne le mariage de Smbat V Bagratouni avec une princesse arsacide, fille du magistros Manuel, préfet d'Égypte en 634 et décédée en 651, et parente de l'empereur Constant II. L'étude des parentés de l'empereur montrent que c'est sa femme Fausta qui est arsacide, ainsi que son père Valentinos, qui est associé au trône de 641 à 644. Valentinos et Manuel pourraient très bien être frères (ou, selon Christian Settipani, oncle et neveu) et petit-fils du général Artabanès.
Les derniers descendants connus sont Artabasde, stratège des Arméniaques et curopalate en 717, empereur byzantin de 741 à 743, et son cousin Tiridate (v. 700 † 743), patrice en 743.